# Moment of Peace
Moment of Peace ist ein Lied der deutschen gregorianischen Gesangsband Gregorian, in Zusammenarbeit mit der britischen Sängerin Sarah Brightman.

## Entstehung und Produktion
Geschrieben wurde das Lied gemeinsam von Amelia Brightman und Carsten Heusmann. Heusmann zeichnete darüber hinaus, zusammen mit Jan-Eric Kohrs und Michael Soltau, für die Produktion verantwortlich.
Die Erstveröffentlichung von Moment of Peace erfolgte am 12. Oktober 2001 bei Edel Records. Das Lied erschien an diesem Tag sowohl als Single sowie Teil des dritten Gregorian Studioalbums Masters of Chant Chapter II (Katalognummer: 0130792ERE). Die Single, die einzige Auskopplung des Albums, erschien als CD-Maxi-Single mit den B-Seiten Bonny Portmore und Breathe (Katalognummer: B00005R88P). Auf der Facebook-Seite der Band ist eine unveröffentlichte, mehrsprachige Version des Liedes zu finden, die 2014 von Markus Zöllner hochgeladen wurde.

## Musikvideo
Das dazugehörige Musikvideo zählte bis November 2024 über zehn Millionen Aufrufen auf der Videoplattform YouTube.

## Rezensionen
Rena von Ravenstein schrieb bei story.one, dass Moment of Peace eines der wunderbaren Lieder von Gregorian sei.

## Chartplatzierungen
Moment of Peace stieg am 29. Oktober 2001 auf Rang 98 der deutschen Singlecharts ein und erreichte seine beste Platzierung mit Rang 87 zwei Wochen später am 12. November 2001. Die Single platzierte sich vier Wochen am Stück, letztmals am 19. November 2001.
| ChartsChartplatzierungen | Höchstplatzierung | Wochen |
| ------------------------ | ----------------- | ------ |
| Deutschland (GfK)        | 87 (4 Wo.)        | 4      |